# Ixonotus guttatus
Ixonotus guttatus là một loài chim trong họ Pycnonotidae.